# Yukarıkaraköy, Çilimli
Yukarıkaraköy là một xã thuộc huyện Çilimli, tỉnh Düzce, Thổ Nhĩ Kỳ. Dân số thời điểm năm 2010 là 464 người.